# Gustavo Salvini
Gustavo Salvini (Livorno, 24 maggio 1859 – Marina di Pisa, 6 luglio 1930) è stato un attore italiano di cinema e teatro.

## Biografia
Figlio d'arte - era nato dall'attore Tommaso Salvini e dall'attrice Clementina Cazzola - prese giovanissimo la via del palcoscenico recitando anche a fianco del padre e divenendo a sua volta un attore di grande livello. Si fece apprezzare per la modernità della sua recitazione e fu un aperto fautore del teatro all'aperto. Fu capocomico di una prestigiosa Compagnia che ebbe, nel 1905-1906, tra le sue attrici una giovanissima Paola Pezzaglia, con la quale si spinse in tournée fino in Egitto.
Si cimentò con i grandi classici (Sofocle, Shakespeare, Alfieri). Il 20 aprile 1911 inaugurò con l'Edipo re l'Estate fiesolana. 
Fu attivo anche nel cinema, prendendo parte ad alcune pellicole come Il romanzo di un giovane povero di Amleto Palermi del 1920 e La bottega dell'antiquario di Mario Corsi del 1921.
Nel 1906 a Ravenna entrò nella "loggia massonica Dante Alighieri" per divenire successivamente Maestro nella "loggia Centrale" di Palermo. 
Era fratello dello scultore e direttore della gipsoteca di Firenze, Mario Salvini. Fu padre dell'attore e direttore del doppiaggio Sandro Salvini, nonché  zio del regista Guido Salvini. 
Morì a Marina di Pisa il 6 luglio 1930.

## Omaggi
- A Livorno gli è stata dedicata una via.

- Sempre a Livorno una targa davanti alla sua casa natale lo ricorda.

- Anche a Marina di Pisa gli è stata intitolata una via.

## Filmografia parziale
- La casa in rovina, regia di Amleto Palermi (1920)
- Il romanzo di un giovane povero, regia di Amleto Palermi (1920)
- Il centauro, regia di Mario Corsi (1921)
- La bottega dell'antiquario, regia di Mario Corsi (1921)